# Apostolache kommun
Apostolache kommun är en kommun i länet Prahova i Rumänien. Huvudorten är Apostolache och övriga orter är Buzota, Mârlogea, Udrești och Valea Cricovului.